# Dolmens de Changefège
Les dolmens de Changefège (ou Chamgefège), sont un groupe de dolmens situés sur le causse de Changefège à Balsièges, dans le département de la Lozère en France.

## Historique
Plusieurs dolmens ont été fouillés dans le dernier quart du XIXe siècle par M. de Vibraye et Émile de Moré. La tradition ancienne les désignaient sous les noms de Baoumo des Geons (« baume ou grotte des géants »), Teoulo de la Geonto ou Tioulo de la Geïnto (« tuile de la géante »).

## Tuile de la Géante
Le dolmen est situé à environ 300 m à l'ouest du hameau de Changefège. Le dolmen est du type dolmen à couloir coudé. La chambre est de forme trapézoïdale. Elle mesure 3,9 m de long pour une largeur variant de 1,40 à 0,70 m de l'entrée vers le chevet. Elle est délimitée par deux orthostates de respectivement 4,20 m et  3,45 m de longueur. La table de couverture mesure 4,65 m de long sur 3,40 m au plus large et 0,60 m d'épaisseur. La hauteur sous dalle est en moyenne de 1,45 m. La chambre est précédée d'un couloir de 1,50 m de long et large de 0,80 à 1,10 m qui ouvre au sud-est. Le tumulus devait être circulaire à l'origine (environ 13 m de diamètre) mais il a été déformé avec des apports issus de l'épierrement des champs voisins.
Le matériel archéologique connu associé au dolmen comprend deux vases en poterie grossière, une lame en silex et des perles en os.
Le dolmen est classé au titre des monuments historiques en 1889.  

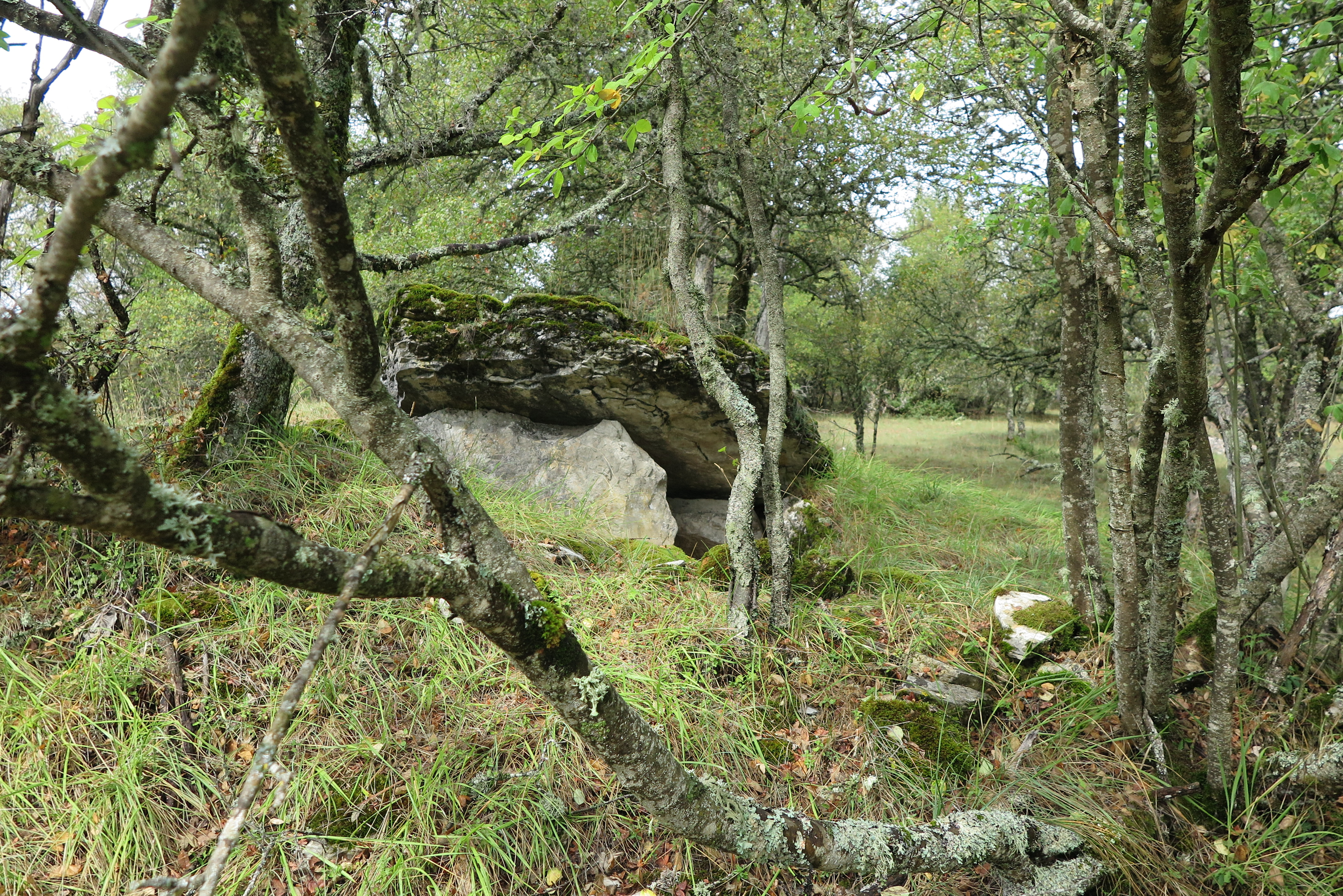
Dolmen de la Couronne de Mende.

## Dolmen de la Couronne de Mende
Le dolmen est situé à environ 300 m au nord-est du hameau de Changefège, sur un contrefort du causse qui domine la vallée du Lot. Le dolmen est du type dolmen à couloir coudé. La chambre est de forme rectangulaire, elle mesure 4,85 m de long sur 1,20 m de large et environ 1,20 m de hauteur. L'entrée est située dans l'angle sud-est. L'orthostate du côté nord est brisé en deux parties et incliné vers l'intérieur de la chambre. La table de couverture est massive : elle mesure 3,20 m de long sur 1,90 m de large pour 0,55 m d'épaisseur.

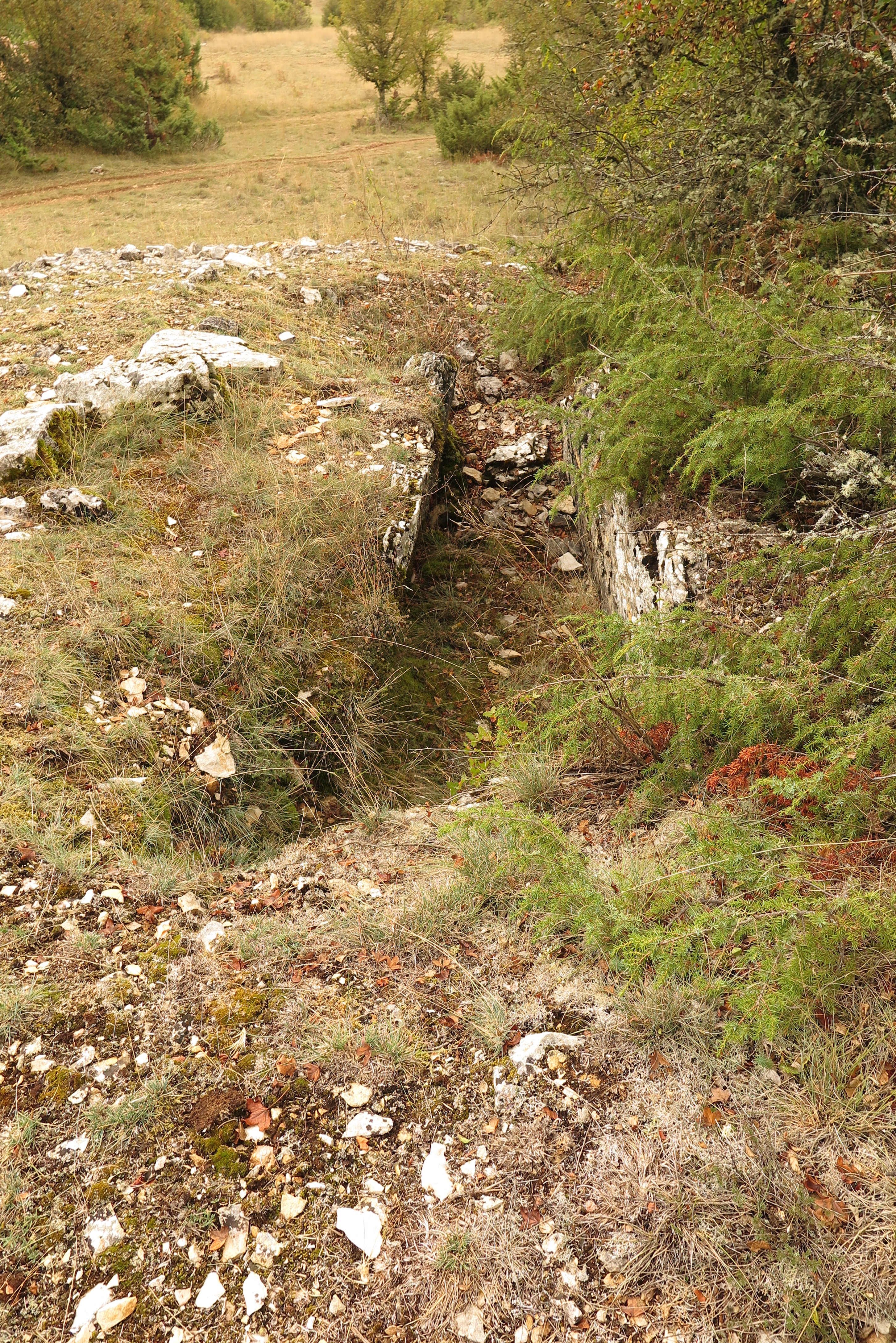
Dolmen de Belchassouse.

44° 30′ 10″ N, 3° 27′ 19″ E

## Dolmen de Belchassouse
Le dolmen est du type dolmen à couloir coudé. Il est enchâssé dans un grand tumulus de 15 m de diamètre sur 2 m de hauteur. La chambre mesure 1 m de large sur 3,50 m de long et 1,10 m de hauteur. Elle est précédée d'un couloir de 1,30 m de long.
44° 29′ 58″ N, 3° 26′ 16″ E

## Dolmens de Claparal
Les deux dolmens sont distants de moins de 80 m. Leurs tumulus sont encore bien visibles. Seul l'un des deux a conservé sa table de couverture mais elle repose désormais sur le tumulus.
44° 30′ 19″ N, 3° 25′ 25″ E
44° 30′ 18″ N, 3° 25′ 22″ E

## Dolmen du Valat de Claparal
Le dolmen est un dolmen double : le dolmen comprend deux chambres construites successivement.
44° 29′ 53″ N, 3° 25′ 16″ E

## Dolmens du Cros Méjo
Le premier dolmen est enterré dans un tumulus de 8 m de diamètre, il mesure 2 m de long. Du second dolmen, il ne demeure qu'un orthostate et la dalle de chevet.
44° 29′ 29″ N, 3° 26′ 09″ E
44° 29′ 25″ N, 3° 26′ 05″ E